# 根本正

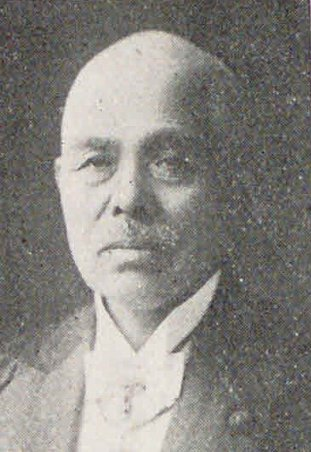
根本正

根本 正（ねもと しょう、1851年10月25日（嘉永4年10月1日） - 1933年（昭和8年）1月5日）は、幕末の水戸藩士、明治・大正時代の衆議院議員。帝国教育会東京府会員、殖民協会幹事などを歴任し、1898年（明治31年）第5回総選挙以降、連続当選10回。未成年者喫煙禁止法・未成年者飲酒禁止法を提唱し、国民教育授業料全廃の建議、水郡線鉄道建設に関する建議等と共に成立させた。

## 経歴
常陸国那珂郡東木倉村（現・茨城県那珂市）の村役人の家に生まれ、祖父・半次衛門に読み書きを習い、1860年（万延元年）には神職・佐川伊予之介の塾に入って漢籍を学ぶ。1863年（文久3年）、親族の彰考館総裁・豊田天功の門人となって水戸学を学び、翌1864年（元治元年）の天功死後にはその息子・小太郎に仕えた。1867年（慶応3年）、水戸藩南御郡方役人となる。改革派（天狗党）と保守派（諸生党）の藩内抗争で小太郎が暗殺されると職を失い、東京に出て藤田東湖の嫡男・藤田健の長屋に身を寄せ、箕作秋坪、中村敬宇（同人社）に学び、警視庁羅卒を務める。
1874年（明治7年）神戸の駅逓寮外国郵便局に赴任し、慶應義塾の分校「京都慶應義塾（宇治義塾）」で学び、1877年（明治10年）にヘボン塾に入門。1879年（明治12年）に渡米しバーモント大学を1889年（明治22年）に卒業。1890年（明治23年）、愛国公党に入党。東京禁酒会を創立し副会長、次いで榎本武揚が創設した殖民協会の幹事に就任。1893年（明治26年）、外務省と農商務省から殖民協会の幹事根本に海外移民地調査と商工視察とを命じられ、1894年（明治27年）7月から翌1895年（明治28年）3月まで、メキシコ・ブラジル・中央アメリカ・インドへ出張し復命報告した。
1898年（明治31年）3月、第5回衆議院議員総選挙に自由党から立候補し、立候補3回目で初当選。以後憲政党、立憲政友会などを経て、「中南米移民の促進」、「国語調査会の設置」、「商科大学（現・一橋大学）の設置」、「ローマ字調査審議会の設置」、「国民教育授業料の全廃」といった教育事業や、茨城県の行政など、多種多様な事業に関わる。地盤とする久慈郡を通過する鉄道省水郡線の建設に当たっては、福島県側から運動を起こした白石義郎と呼応して建設促進運動を行い、1912年（明治45年）3月6日の第28回帝国議会において建設の建議が衆議院を通過した。これを顕彰して大子町の十二所神社に胸像が建てられたが、第二次世界大戦中の金属回収で供出され、第二次世界大戦後に常陸大子駅駅前広場内に再建されている。1920年（大正9年）5月の第14回総選挙まで連続10回の当選を果したが、1924年（大正13年）5月、第15回総選挙で落選し政界を引退した。墓所は青山霊園。

## 栄典
- 1921年（大正10年）7月1日 - 第一回国勢調査記念章[4]

## 著作等
- 演説「一女数男」、安枝武雄編『廃娼同盟会演説集　正義の反響』廃娼雑誌社、1890年（明治23年）8月、所収。
- 根本正訳『米国地方制度』博聞社、1892年（明治25年）2月
- 根本正編『ウヰスト嬢小伝及禁酒演説集』根本正、1892年（明治25年）9月
- 根本正著『フレデリック・ビリングス伝』根本正、1895年（明治28年）5月
- 根本正著『公平選挙法』根本正、1896年（明治29年）6月
- 『南米伯刺西爾・中米尼加拉瓦・瓦地馬拉・西印度ゴアデロプ探検報告』外務省通商局、1895年5月。（同年3月付外務次官林董宛根本正探検復命書）。外務省ホームページに簡単な解説がある。第2編第13章にニカラグア運河計画についての記述がある。
- 根本正著『第十二議会報告書　附・合同理由』根本正、1898年（明治31年）6月
- 根本正著『第十四回帝国議会報告』根本正、1900年（明治33年）4月
- 根本正著『第十五回帝国議会報告』根本正、1901年（明治34年）4月